# Jill Bennett (actrice américaine)
Pour les articles homonymes, voir Jill Bennett et Bennett.
Jill Bennett, née le 14 août 1975 à Fort Wayne, Indiana (États-Unis), est une actrice américaine.

## Biographie

### Vie privée
Dès l'âge de 16 ans, elle fait ses débuts au théâtre dans son école. Elle étudie ensuite à l'université de Bradley et prend des cours de théâtre puis se rend à Hollywood.
Très jeune, elle a déclaré son homosexualité à ses parents, qui l'ont bien accepté. Elle a eu une relation amoureuse, pendant quatre ans, avec la chanteuse Jamie Blake du groupe de rock Vixtrola. Elles se sont séparées en 2008. De 2009 à 2014, elle était en couple avec l'actrice Cathy DeBuono, rencontrée sur le tournage de And Then Came Lola. Ensemble elles ont mené différents projets, telle la websérie We have to stop now.

### Carrière
Elle obtient son premier rôle (une infirmière) dans la série Des jours et des vies puis devient la baby-sitter de Steve et Janet dans Beverly Hills 90210.

## Filmographie

### Cinéma
- 2005 : The Pleasure Drivers : Marcy
- 2006 : Air Force Two : dans les mains des rebelles (In Her Line of Fire) : Sharon Serrano
- 2007 : Out at the Wedding : Wendy
- 2009 : And Then Came Lola : Casey

### Télévision
- 2000 : Beverly Hills 90210 : Darby Shahan
- 2000 : Les Médiums : Lara
- 2000 : Zoé, Duncan, Jack et Jane : Penny
- 2007 : Dante's Cove : Michelle

### Web
- 2008 : 3Way (12 épisodes) : Andrea Bailey
- 2009 : We have to stop now